# 블루트레인 (남아프리카 공화국)
블루트레인 (영어 : The Blue Train, 아프리칸스어: Die Bloutrein)은 남아프리카 공화국의 (보통 프리토리아 - 케이프타운)의 철도 여행 체계이다. 이 체계는 세계적으로 유명한 럭셔리 열차 운행 체계이다. 16세 미만은 탑승할 수 없는 열차로 유명하다. 내부 구조는 흡연칸과 비흡연칸으로 구분된 두 량의 라운지 차량, 한 량의 전망칸, 금색 뱃지가 그려진 객차, 방음장치, 카페트가 있는 침실과 화장실(이 중 대부분은 대형 욕조가 설치되어 있다.)로 구성되어 있다. 이 열차 체계는 달리는 초호화 열차라는 별명과 달리는 5성급 호텔이라는 별칭을 갖고 있으며, 많은 왕과 대통령이 이용한 적이 있다.
궤간은 1067mm으로 일본의 카시오페이아와 같은 궤간을 사용한다. 다만 열차의 구조나 체계는 상당히 다르다.

## 역사
블루트레인의 유래는 1923년 운행을 시작한 유니언 리미티드와 유니언 익스프레스로 거슬러 올라간다. 요하네스버그에서 승객을 태운 열차는 케이프 타운에서 종착한다. 유니언 익스프레스는 1933년에 식당차 등의 시설을 갖춘 고급 열차로 도입된 후  1939년에 에어컨 객차를 도입하게 된다.
이후 재도입된 열차는 외관의 스틸 소재와 청색 도장으로 인해 '블루 트레인'이라는 애칭을 갖게 되고, 1937년 블루 트레인이라는 명칭이 채택된다.,  그 후 제2차 세계대전 중 운행을 중지하다, 2차 세계대전 종전 후 1946년 운행을 재시작하였다.
1997년에 열차의 정비를 하게 되었고, 재운행을 시작하게 되었다.

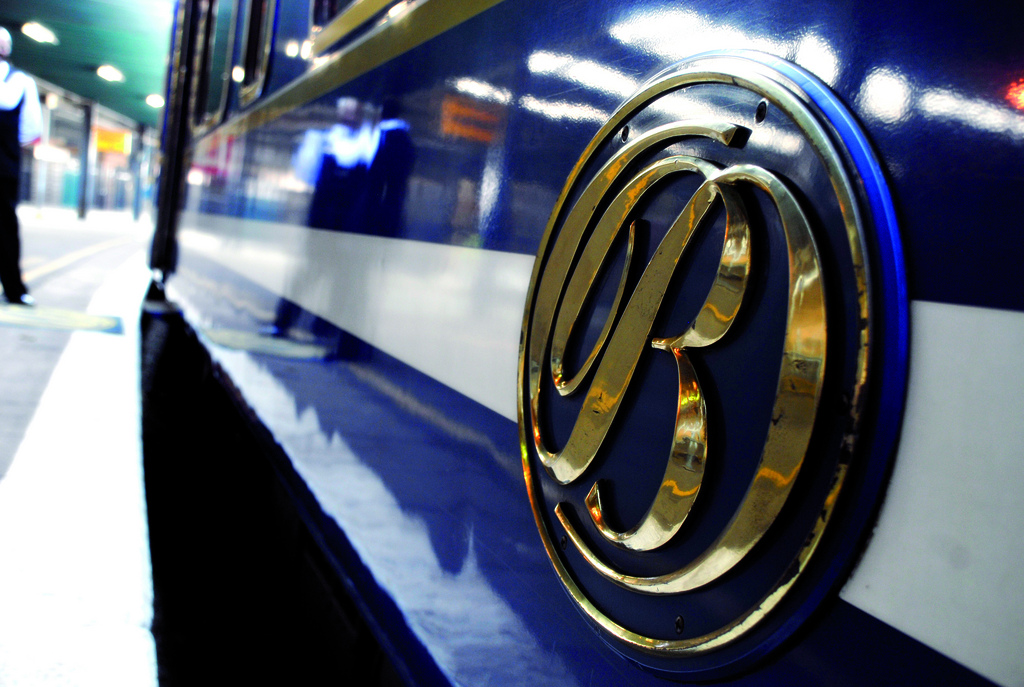
블루트레인의 로고가 열차 위에 찍혀 있다.
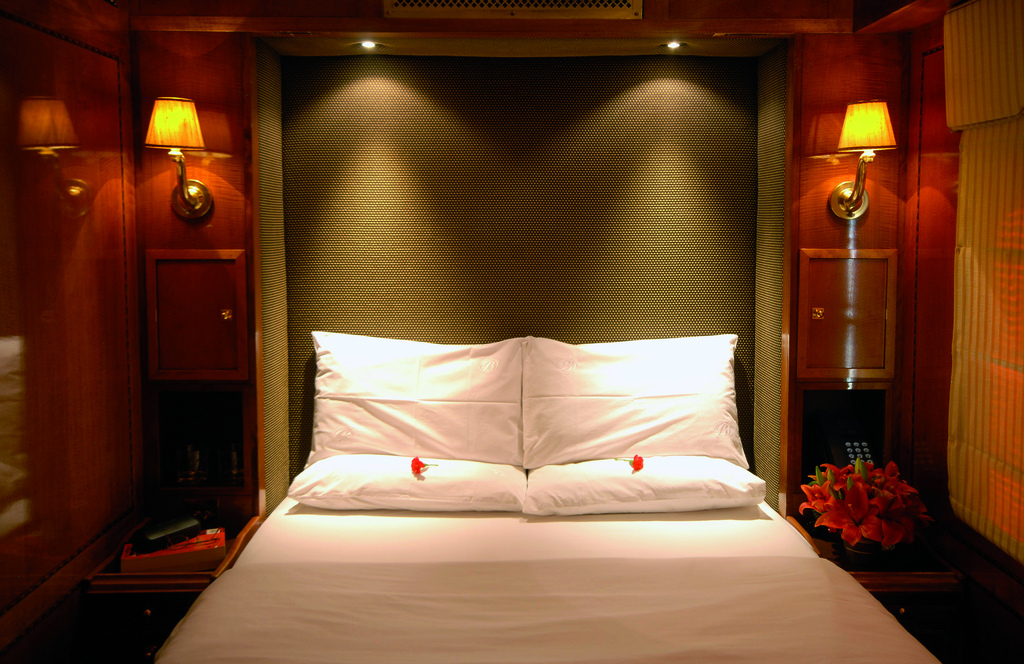
블루트레인의 침대
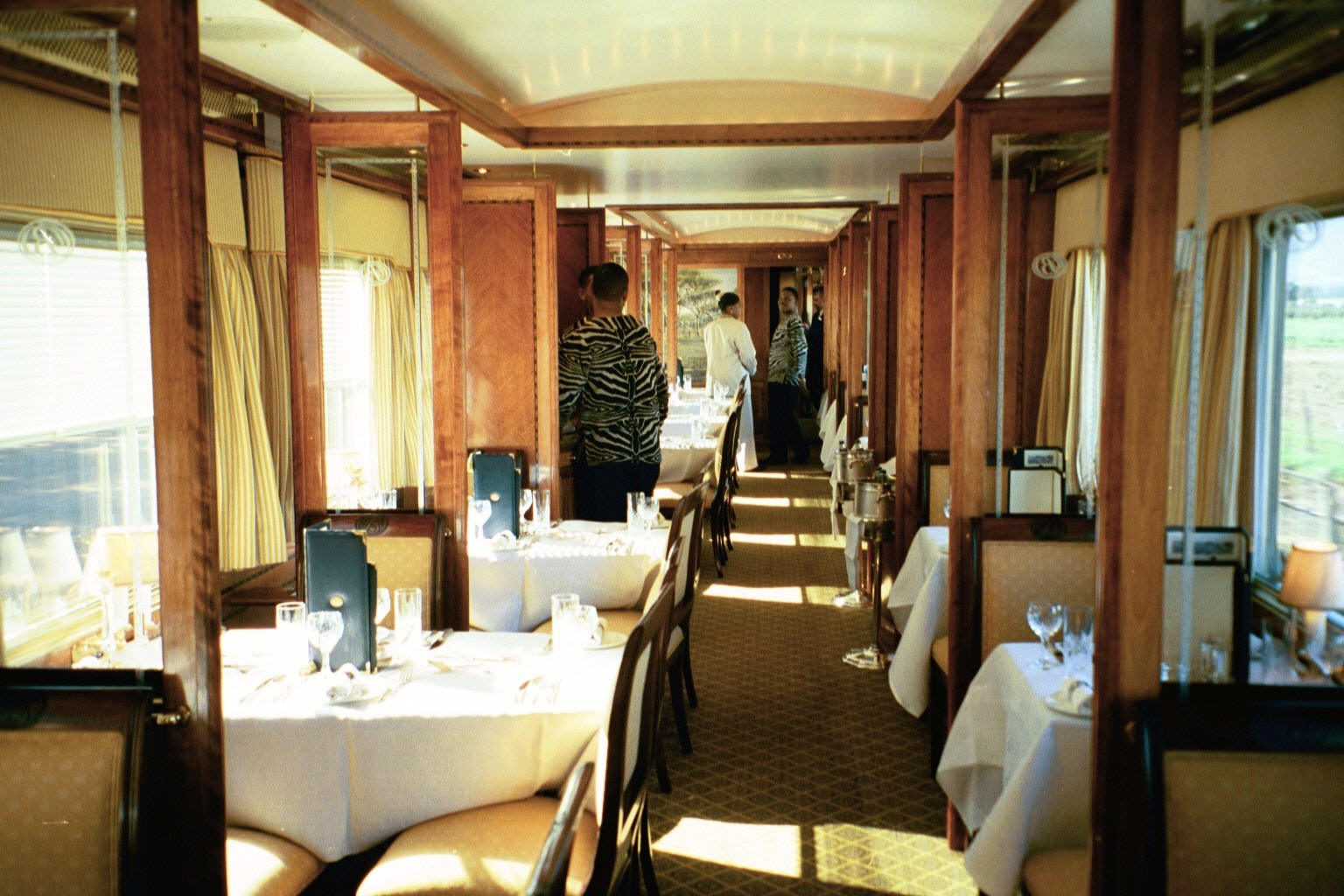
블루트레인의 식당
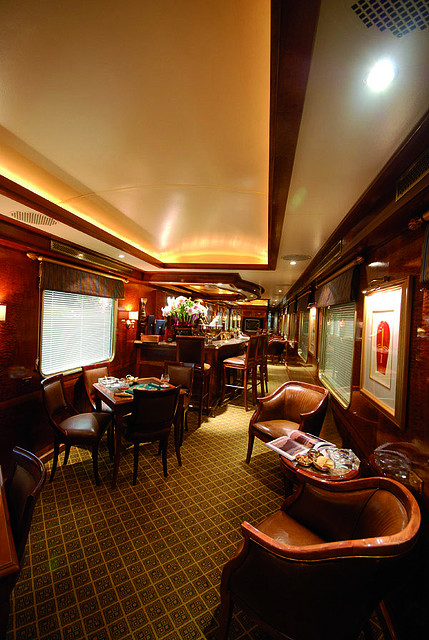
라운지
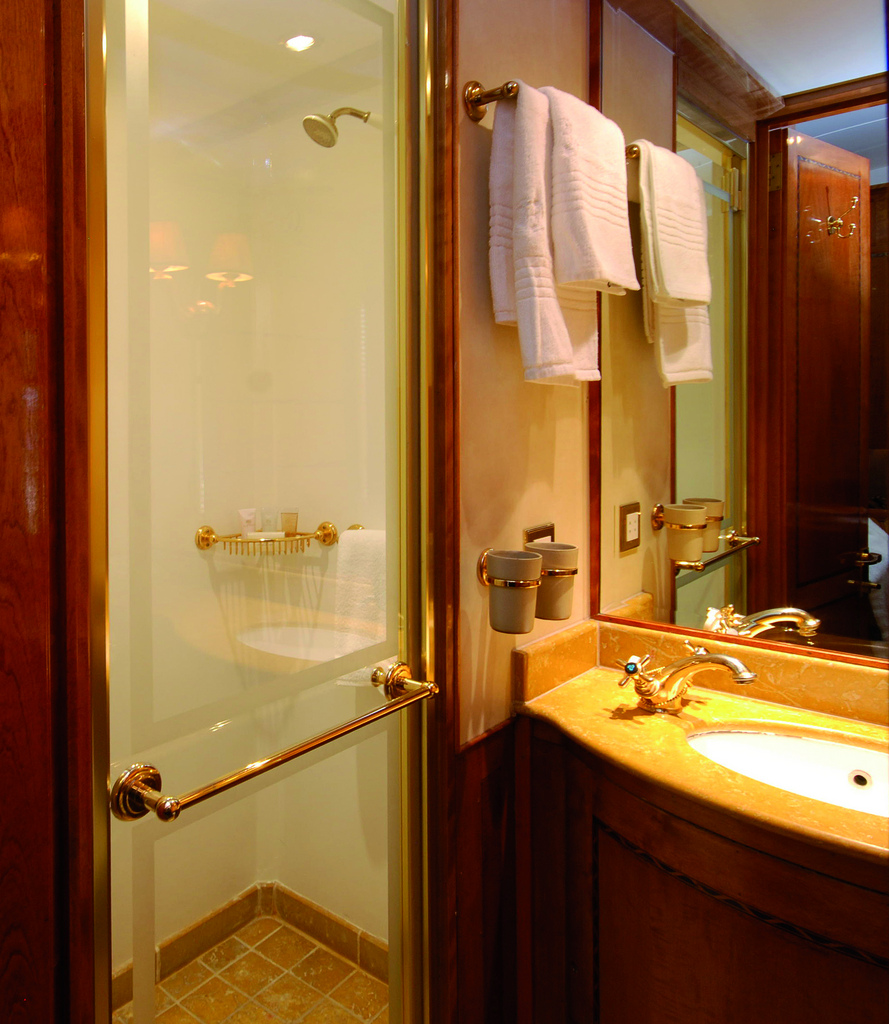
영국식 욕실

## 루트
2002년 이전에는 다음과 같이 뚜렷한 코스로 운행했다. 코스는 다음 4개였었다.
- 주 운행 편성은 프리토리아-케이프타운이었다.
- 케이프타운발 포트 엘리자베스 행
- 크루거 파크 서쪽 구역 경유 호스푸르잇 행
- 짐바브웨 빅토리아 폭포 행

2004년 말 뒤의 두 노선은 각 국가와의 계약 만료 및 후원 회사의 후원 중지로 인해 중지되었고, 머지 않아 2번 노선도 운행을 중지하였다. 2007년 기준으로 정기 운행 편성은 1번 노선이 유일하다. 그러나 더반 등을 운행하는 부정기편성이 존재하며 여러 부정기 경로가 제공된다.
Shosholoza Meyl 사와 남아프리카공화국 철도청 장거리열차 사업부에서는 일 1회 케이프타운 - 프리토리아 구간을 운행하는 침대 열차가 제공되고 있지만, 호화열차의 범주에 들어가지 않는다.

## 현재 운행 방식
블루트레인은 럭스레일이라는 회사에 의해 운영되고 있으며, TFR사가 관리하고 있다. 선로 관리자는 남아프리카 공화국 철도청이다. 현재 장기적인 민영화 계획이 있다.
현재 블루트레인 도색 열차는 2편성이며, 각각 두 도시에서 동시에 출발한다. 두 열차의 사양은 약간 다른데, 첫 번째 열차는 37개의 스위트룸에서 74명이 탑승이 가능하다. 두 번째 열차는 29개의 스위트룸에서 58명이 수용이 가능하며 열차 맨 뒤에 비지니스용 회의실 및 전망차가 있다.
현재 열차 영업 최고 속도는 90km/h이다.